# 고든 뱅크스
고든 뱅크스(영어: Gordon Banks, OBE, 1937년 12월 30일 ~ 2019년 2월 12일)는 잉글랜드의 전직 축구 선수로, 포지션은 골키퍼였다. 뛰어난 선방 능력으로 인해 은행처럼 안전하게 잘 지킨다는 의미로 "잉글랜드의 은행(Banks of England)"이라는 별명이 붙기도 했다.

## 경력

### 클럽
1955년 체스터필드 소속으로 데뷔했으며 1956년 팀의 FA 유스컵 준우승에 기여했다. 1959년 레스터 시티로 이적했고 팀의 풋볼 리그 컵 1회 우승(1964년)에 기여했다. 1966년 스토크 시티로 이적하면서 팀의 풋볼 리그 컵 1회 우승(1972년)에 공헌했고 1972년 FWA 올해의 축구 선수로 선정되었다.
1972년 10월 22일 자동차 사고로 오른쪽 눈을 실명당했다. 1977년 미국의 포트로더데일 스트라이커스로 이적했지만 별다른 활약을 보여주지 못했고, 현역 은퇴를 선언한다.
2004년 3월, 펠레가 선정한 현존하는 최고의 축구 선수 목록 FIFA 100에 선정되었다.

### 국가대표
1966년 FIFA 월드컵에서 개최국 잉글랜드의 사상 첫 FIFA 월드컵 우승을 이끌었다. 1970년 FIFA 월드컵에서 잉글랜드의 8강 진출에 기여했으며 특히 브라질과의 조별 예선 경기에서 펠레가 올린 헤딩 슛을 선방한 장면은 축구 팬들에게 인상적인 장면으로 남았다.

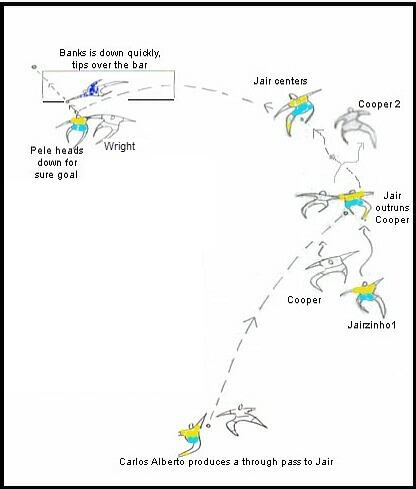
1970년 FIFA 월드컵에서 고든 뱅크스가 펠레의 헤딩 슛을 선방한 과정을 설명하는 그림

## 수상

### 클럽
레스터 시티
- FA컵 준우승 2회 (1961, 1963)
- 풋볼 리그 컵 우승 1회 (1964), 준우승 1회 (1965)

스토크 시티
- 풋볼 리그 컵 우승 1회 (1972)

### 국가대표
잉글랜드
- 1966년 FIFA 월드컵 우승

### 개인
- 대영 제국 훈장 4등급 수훈 (1970)[1]
- FWA 올해의 축구 선수 수상 (1972)
- 월드사커 매거진 선정 20세기의 위대한 축구 선수 32위 (1999)
- 월드사커 매거진 선정 20세기의 위대한 골키퍼 2위 (1999)
- 잉글랜드 축구 명예의 전당 (2002)
- FIFA 100 선정